# Nakdcom
Nakdcom One World AB mit dem Onlineshop und Modelabel NA-KD (gesprochen naked, engl. ‚nackt‘) ist ein schwedisches Handelsunternehmen für Modeartikel, das vor allem mit Fast Fashion und Influencer-Marketing schnell gewachsen ist.

## Geschichte
Unter den fünf Gründern von Nakdcom ist Jarno Vanhatapio, der schon früher andere E-Commerce-Unternehmen aufgebaut hatte. Das im Mai 2015 gegründete Unternehmen kaufte zu Beginn mehrere kleinere Mode-Onlineshops auf und vereinte sie unter einer Plattform. Der eigene Onlineshop startete im Dezember 2015.
Seit Januar 2017 werden Na-kd-Artikel in Schweden zusätzlich über den Großhandel vertrieben, seit Juli 2017 sind sie über die Agentur Ben And auch im deutschen Großhandel erhältlich. Das erste Na-kd-Ladengeschäft eröffnete im September 2018 in einem Einkaufszentrum in Amstelveen. Im gleichen Jahr startete Na-kd auch mit Pop-up-Läden und Shop-in-shops in Deutschland.
Bis Ende 2019 baute Na-kd seine Eigenmarken in mehrere Produktlinien aus, mit NKD/BTY wurde erstmals Make-up ins Sortiment genommen.
Mit Na-kd Circle wurde im April 2021 eine Plattform für Secondhandmode in die Webseite integriert.
Zum 1. März 2022 übernahm der Manager Anders Kristiansen die Leitung von Vanhatapio, der weiter als Berater und im Verwaltungsrat bei Nakdcom tätig war. Schon Anfang April trat Kristiansen jedoch wieder zurück, und erklärte, der Zustand des Unternehmens sei schlechter, als man es ihm vorher dargestellt hatte. Im Geschäftsjahr 2021 soll Nakdcom etwa 2,3 Mrd. Kronen Umsatz und einen Verlust von mindestens 425 Mio. Kronen erwirtschaftet haben. Als Übergang ernannte der Verwaltungsrat den ehemaligen Chief Operations Officer Oscar von Konow zum CEO. Nakd verkündete ein Sparprogramm und wollte profitabler wachsen. In der Folge wurden 30 % der Beschäftigten entlassen. Nach einer Finanzierungsrunde im Sommer fiel die Unternehmensbewertung von 5,3 auf 1,2 Mrd. Kronen. Ende September trat der langjährige Investor Magnus Emilson von seinem Posten als Verwaltungsratschef zurück und wurde durch Jan Löning ersetzt. Mitte September 2023 kündigten von Konow und der CFO an, das Unternehmen zu verlassen. Als neuer Geschäftsführer wurde am 26. September der Manager Mattias Jacobsson vorgestellt. Er bezeichnete Na-kd als unterfinanziert. Im Winter bekam Nakdcom weitere 170 Mio. Kronen von Investoren, die Bewertung des Unternehmens sank weiter. Im Jahr 2023 sank der Umsatz von Nakdcom, gleichzeitig gingen aber auch die Verluste zurück.

## Standorte
Der Firmensitz befindet sich in Göteborg, ein weiteres Büro in Stockholm. Na-kd nutzt Distributionszentren in Schweden (Landskrona) und den Niederlanden (Duiven) sowie zwei in Polen und Großbritannien für Retouren. Alle werden von Third-Party-Logistics-Anbietern betrieben.

## Geschäftsmodell und Eigentümer
Einen großen Teil der Kollektionen entwickelt Na-kd gemeinsam mit Bloggern und Influencern, in der Vergangenheit etwa mit Pamela Reif oder Caro Daur. Beim Influencer-Marketing und in den sozialen Medien ist Na-kd sehr aktiv und arbeitet auch mit kleineren Influencern zusammen. Anfang 2018 erstellte Na-kd täglich etwa 40 Designs, die Zielgruppe sind die Generationen Y und Z. Die hochmodischen Artikel der Eigenmarken wurden überwiegend in der Volksrepublik China und in der Türkei hergestellt. Etwa 15 % der im Onlineshop verkauften Artikel kamen von anderen Labels. Wichtigste Märkte des Unternehmens sind in absteigender Reihenfolge Deutschland, Schweden, die Niederlande und Dänemark. Nach einer Marktuntersuchung war Na-kd im ersten Halbjahr 2022 die Modemarke mit den meisten Kooperationen auf Instagram.
Ende 2023 verteilten sich die Unternehmensanteile auf folgende Großinvestoren und Investmentgesellschaften:
- 17 % Partech
- 15 % Northzone
- 14 % Quadrille Technologies
- 9 % eEquity
- 8 % Jartsi Holding von Gründer Vanhatapio